# Nghị chính đại thần
Nghị chính đại thần (chữ Hán: 議政大臣; tiếng Mãn: ᡥᡝᠪᡝᡳ
ᠠᠮᠪᠠᠨ, Möllendorff: hebei amban), là một chức hàm của quan lại nhà Thanh, nằm trong nhóm Nghị chính Vương đại thần có từ thời Hậu Kim, gọi là [Nghị chính xứ], có trách nhiệm giúp đỡ Hoàng đế nghị luận quốc sự, đến cuối thời Càn Long thì bị hủy bỏ.

## Khái quát
Lúc nhà Thanh mới thành lập, đặt ra Nghị chính Vương Đại thần, các thành viên trong đó đều là đại thần người Mãn, phàm là những việc quan trọng của triều đình không phải do nội các công bố thì đều giao cho Nghị chính đại thần hội nghị. Đến thời Ung Chính, vì Ung Chính Đế thiết lập Quân cơ xứ và đặt ra Quân cơ đại thần có chức năng tương tự nên quyền lực và vai trò của Nghị chính đại thần ngày một giảm, gần như chỉ còn là chức hàm trên danh nghĩa. Năm Càn Long thứ 57 (1792), Nghị chính đại thần và Nghị chính xứ chính thức bị tiêu trừ, vai trò cố vấn và thảo luận chính sự chuyển qua cho nhóm Quân cơ đại thần.
Năm Hàm Phong thứ 11 (1861), Cung Thân vương Dịch Hân và Lưỡng cung Thái hậu Từ Hi và Từ An phát động "Tân Dậu chính biến", thành công chiếm được quyền điều hành triều đình từ tay Cố mệnh Bát đại thần. Nhờ công lao này mà Cung Thân vương được ban hàm Nghị chính Vương Đại thần. Đến năm 1917, Trương Huân khôi phục ngai vàng, một lần nữa thiết lập chức vụ "Nghị chính đại thần", lấy danh nghĩ Phổ Nghi để phong cho bảy người Trương Huân, Vương Sĩ Trân, Trần Bảo Sâm, Lương Đôn Ngạn, Lưu Đình Sâm, Viên Đại Hóa và Trương Trấn Phương là Nội các Nghị chính đại thần.